# بنت هانسن (دراج)
بنت هانسن هو دراج دنماركي، ولد في 21 أكتوبر 1932 في كوبنهاغن في الدنمارك.

## وصلات خارجية
- بينت هانسن على موقع أرشيف الدراجات (الإنجليزية)
- بينت هانسن على موقع أوليمبيديا (الإنجليزية)